# (1654) Bojeva
(1654) Bojeva ist ein Asteroid des Hauptgürtels, der am 8. Oktober 1931 von der russischen Astronomin Pelageja Fjodorowna Schain am Krim-Observatorium in Simejis entdeckt wurde.
Die Namensgebung des Asteroiden erfolgte zu Ehren der Astronomin Nina Fjodorowna Bojewa.